# Pseudopallene sluta
Pseudopallene sluta är en havsspindelart som beskrevs av Pushkin, A.F. 1975. Pseudopallene sluta ingår i släktet Pseudopallene och familjen Callipallenidae.
Artens utbredningsområde är Södra Ishavet. Inga underarter finns listade i Catalogue of Life.